# Félix Roumy
Pour les articles homonymes, voir Roumy.
Jean Guillaume Bernard Félix Roumy est un homme politique français, président du Conseil général de Nouvelle-Calédonie du 28 novembre 1925 au 1er décembre 1926.

## Origines familiales
Félix Roumy est né à Sainte-Mère-Église le 10 juillet 1861 dans une famille d'origine paysanne de la Manche. Son père est cultivateur et sa mère est femme au foyer. Il est le deuxième d'une fratrie de quatre enfants. Il a épousé en 1897 à Rennes Rosalie Dervain qui lui donnera deux enfants. Il est décédé à Nouméa le 2 juin 1935 .

## Carrière en France
Il commence sa carrière comme receveur de l'enregistrement à Callac (22160).

## Carrière en Nouvelle-Calédonie

### L'arrivée
Il fait partie avec sa famille des mille colons Feillet. Il arrive en Nouvelle-Calédonie le 30 janvier 1898 avec sa femme et son fils Albert. Sa sœur Justine avec son mari Joseph le Goupils et ses enfants font également partie du voyage qui a lieu sur le bateau Ville de la Ciotat. Il dispose au départ d'un capital de 13 000 francs.

### La vie de planteur à Nassirah
Il acquiert sur place avec trois frères (Joseph, Isidore et Marc le Goupils) dont l'un (Joseph) est marié avec sa sœur Justine, la propriété de Nassirah (à 80 km de Nouméa) qui appartient à Monsieur Warnery et qui occupe au départ une superficie de six cents hectares d'un seul tenant. Quand la propriété est mise en vente en 1921, elle compte plus de 1200 hectares, de 600 à 700 têtes de bétail et l'on y ramasse annuellement de 10 à 15 tonnes de café. Ce café de grande qualité lui vaut la médaille d'argent à l'exposition universelle de Paris en 1900.

### La carrière de notaire
Il exerce la charge de notaire à Nouméa de mai 1924 à décembre 1934.

### La carrière politique
Déjà engagé dans la vie économique de l'ile comme président du syndicat agricole de Nouméa et comme simple conseiller général depuis plusieurs années, il est élu au siège de président du Conseil général le 28 novembre 1925.
Avec ses amis, il avait décidé de créer un groupe protestataire, afin de pallier les insuffisances de l'équipe en place et de s'opposer plus efficacement à la politique menée par le gouverneur Feillet, dictée par la France.

#### Composition du groupe protestataire
- Unger, de Chasteigner, Soulard, Rordorf, Roumy, Darracq, David et Laborderie[5].

#### Les résultats du scrutin[5]
|               | Liste des conseillers généraux protestataires | Liste des conseillers généraux protestataires | Liste des conseillers généraux protestataires | Liste des conseillers généraux protestataires | Liste des conseillers généraux protestataires | Liste des conseillers généraux protestataires | Liste des conseillers généraux protestataires | Liste des conseillers généraux protestataires | Liste des conseillers généraux protestataires | Liste des conseillers généraux protestataires | Liste des Républicains démocrates | Liste des Républicains démocrates | Liste des Républicains démocrates | Liste des Républicains démocrates | Liste des Républicains démocrates | Liste des Républicains démocrates | Liste des Républicains démocrates | Liste des Républicains démocrates | Liste des Républicains démocrates | Liste des Républicains démocrates |
| ------------- | --------------------------------------------- | --------------------------------------------- | --------------------------------------------- | --------------------------------------------- | --------------------------------------------- | --------------------------------------------- | --------------------------------------------- | --------------------------------------------- | --------------------------------------------- | --------------------------------------------- | --------------------------------- | --------------------------------- | --------------------------------- | --------------------------------- | --------------------------------- | --------------------------------- | --------------------------------- | --------------------------------- | --------------------------------- | --------------------------------- |
| Noms          | David                                         | Beaumont                                      | Roumy                                         | Unger                                         | de Chasteigner                                | Caillard                                      | Darracq                                       | Laborderie                                    | Rordorf                                       | Soulard                                       | Lang                              | Jeanson                           | Ducasse                           | Bourdinet                         | Peyrolles                         | Dillenseger                       | Bonafous                          | Vernier                           | Afchain                           | Gayon                             |
| Voix obtenues | 1388                                          | 1381                                          | 1380                                          | 1355                                          | 1324                                          | 1315                                          | 1306                                          | 1305                                          | 1283                                          | 1204                                          | 686                               | 655                               | 655                               | 645                               | 612                               | 592                               | 572                               | 545                               | 514                               | 504                               |

#### Élection du président
Votants : 8 ; Félix Roumy est élu avec 7 voix et un bulletin blanc.

#### Élection du bureau et du vice-président
M. Darracq est élu vice-président par 7 voix pour et un bulletin blanc. MM. Beaumont et Rordorf sont élus secrétaires avec 8 voix.